# Francisco Franco (escultor)
Francisco Franco de Sousa (Funchal, 9 de outubro de 1885 – Lisboa, 15 de fevereiro de 1955) foi um escultor português.
Pertence à primeira geração de artistas modernistas portugueses e destaca-se, segundo José-Augusto França, como o maior escultor português da década de 1920. A sua obra desse período é um marco na renovação da escultura nacional. O seu o Monumento a Gonçalves Zarco, 1927, assinala uma inflexão e tornar-se-ia numa referência para as direções da escultura pública portuguesa a partir dos anos de 1930; Francisco Franco foi, então, um dos autores mais solicitados para a realização da estatuária oficial do Estado Novo.
Um dos bustos de António Oliveira Salazar, da sua autoria que estava à guarda do Estado português, em 2020 foi dado como desaparecido.

## Biografia

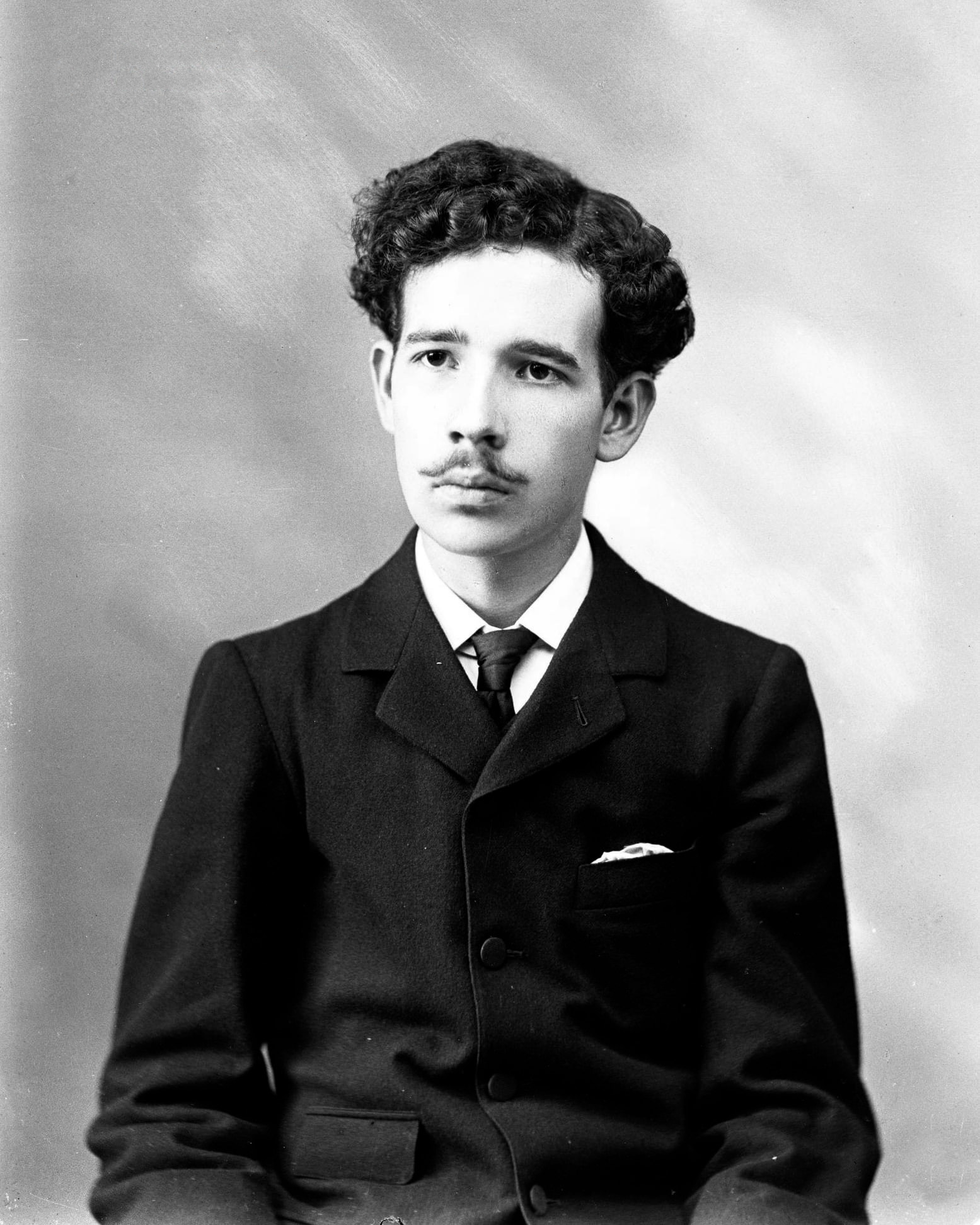
Francisco Franco em 1902, com 16 anos de idade

Nasce no Funchal a 9 de outubro de 1885. Trabalha com o seu pai, mestre do Ensino Técnico, em carpintaria e marcenaria, recebendo dele as primeiras lições de desenho. Aos 15 anos de idade parte para Lisboa com o seu irmão, Henrique Franco. Frequenta a Escola de Belas Artes de Lisboa entre 1902 e 1909, onde é aluno de Simões de Almeida (tio). Em 1909 interrompe os estudos e parte para Paris como bolseiro do Estado, através do Legado Valmor; convive com outros artistas portugueses então residentes nessa cidade, entre os quais Amadeo de Souza Cardoso, Eduardo Viana, Manuel Jardim, José Pacheko e, sobretudo, Santa-Rita Pintor, o seu principal companheiro nesses anos. Interessa-se de modo particular pela obra de Auguste Rodin.
Em 1911 viaja pelos Países Baixos. No ano imediato a sua bolsa, tal como a de outros colegas, é interrompida devido a desentendimentos de caráter político, levando-o a regressar a Lisboa, mas em breve está de novo em Paris. Em 1914, após a eclosão da I Guerra Mundial, fixa-se no Funchal, onde realiza diversas esculturas, entre as quais quatro monumentos públicos.
Em 1919 (ou 1921, segundo algumas fontes consultadas) volta para Paris como bolseiro, convivendo com Diogo de Macedo, Dordio Gomes, Heitor Cramez e Modigliani. É uma fase de trabalho intenso: executa diversas esculturas, desenha e grava em madeira e ponta-seca, realiza algumas monotipias. Expõe no Salon d'Automne em 1921 e na Société nationale des beaux-arts, da qual é nomeado «Associé» com privilégio «Hors Concours». Em 1923 desloca-se a Lisboa para organizar a exposição Cinco Independentes (com Diogo de Macedo, Dordio Gomes, Henrique Franco e Alfredo Miguéis). No ano imediato viaja a Paris, expondo no Salon a sua escultura Semeador.

No atelier de Francisco Franco em Paris: O Semeador, 1924

Em 1925 parte para Roma como pensionista do Estado, visitando, com Dordio Gomes, diversas cidades italianas entre as quais Turim, Veneza, Florença, Pompeia, Assis. Regressa ao Funchal em 1926, começando a trabalhar na estátua de Gonçalves Zarco (completada em 1927); essa obra é exposta na Avenida da Liberdade (1928) e, uma cópia, na Feira de Sevilha (1929). Em 1930 o monumento é inaugurado na cidade do Funchal. Nesse mesmo ano Francisco Franco participa no I Salão dos Independentes (SNBA, Lisboa), onde se faz um balanço do modernismo à escala nacional.
A partir da década de 1930 Francisco Franco irá ser um dos autores mais solicitados para a realização da estatuária do Estado Novo, tornando-se numa figura de referência a nível nacional.
Em 1931 realiza a estátua do Infante D. Henrique para a Exposição Colonial de Paris (Vincennes). Em 1934 candidata-se ao lugar de professor de desenho da Escola de Belas-Artes de Lisboa, sendo preterido em favor de Leopoldo de Almeida. Nesse mesmo ano executa um primeiro retrato de Salazar, que expõe na I Exposição de Arte Moderna do S.P.N. (1935), e é agraciado com o grau de Comendador da Ordem Militar de Sant'Iago da Espada, a 5 de outubro. Realiza a estátua de Salazar que será apresentada na Exposição Internacional de Paris de 1937. Durante dois anos trabalha na estátua equestre de D. João IV para o terreiro do Paço Ducal de Vila Viçosa. Recebe a Medalha de Ouro de Mérito do Município do Funchal.
Os últimos anos revelam um abrandamento da sua obra, em grande parte resultante do atropelamento de que foi vítima junto ao seu estúdio e do qual nunca recuperou por completo. O monumento ao Cristo Rei, em Almada, de que apenas realizou o esboceto, é revelador desse esmorecimento. Viria a falecer a 15 de fevereiro de 1955 aos 69 anos de idade.
No ano de 1979, a Escola Secundária Francisco Franco, localizada no Funchal, escolheu-o como seu patrono passando assim a constar o seu nome na designação da mesma escola.

## Obra

Busto de Manuel Jardim, 1921, bronze, 44 x 32,5 x 26 cm

A obra de Francisco Franco pertencente ao seu primeiro período parisiense (1910-1911), é ainda tendencialmente convencional; da sua fixação na ilha da Madeira, em 1914, irão resultar esculturas "com bom valor dramático" onde se sentem ecos da obra de Rodin. No início do segundo período parisiense, ao mesmo tempo que realiza notáveis gravuras em madeira ou a ponta-seca, Franco abandona, a pouco e pouco, a influência de Rodin (ainda presente em O semeador, 1924), modelando obras como Busto de Manuel Jardim, 1921 – um poderoso retrato interior e a escultura mais significativa desse ano –, ou Torso de Mulher, 1922, duas peças peças que contam como as primeiras de uma "escultura portuguesa modernizada, libertada em valores expressionistas".
Torso de Mulher foi exposto no Salon d'Automne e assinala a opção por valores mais classizantes próprios do início da década de 1920. "A arquitetura das massas bem equilibradas, quase hierarquicamente entendidas como puros valores escultóricos, aproximam-no  de Bourdelle que será o seu mestre entre os contemporâneos, no entanto os cortes que fragmentam a peça, sobretudo o da cabeça, evocando uma memória arqueológica, têm ainda presente a lição de Rodin".
Em 1927 realiza um trabalho que irá marcar a estatuária portuguesa entre as décadas de 1930 e 1960: o monumento a Gonçalves Zarco, Funchal. Inspirada nos painéis de Nuno Gonçalves, esta obra fixa o cânone da «idade de ouro da escultura portuguesa» – assim denominada por António Ferro em 1949. Caracterizado por um «classicismo austero», esse modelo seria longamente explorado (pelo próprio e por autores mais jovens), garantindo a Franco uma carreira de escultor oficial do Estado Novo durante mais de um quarto de século. O abandono do lirismo expressivo inicial estender-se-ia à série de estátuas públicas que vai do seu Infante D. Henrique (1931) ao Cristo-Rei monumental, "que esboçou antes de morrer e seria infelizmente erguido numa colina de Almada em 59". Esse «naturalismo clássico» ficaria claramente expresso na sua D. Leonor (1935; Caldas da Rainha), D. Dinis (1943, Universidade de Coimbra), Bispo D. Miguel (1950; Lamego), Oliveira Salazar (1937), ou na notável estátua equestre de D. João IV (1940; Vila Viçosa). Realizada em 1940 no âmbito das comemorações dos centenários, uma cópia em gesso da estátua de D. João IV foi apresentada na Exposição do Mundo Português; nas palavras de José-Augusto França, trata-se de uma obra "de grande dignidade na sua cuidada elaboração, síntese de bons exemplos bem unificados, velasquenha por necessidade e funcionando como se pretendia, e com escala suficiente, no vasto terreiro do Paço Ducal".
Incompleta talvez para as exigências do próprio autor, a obra plástica de Franco será, segundo Diogo de Macedo, um reflexo dos constrangimentos do tempo em que viveu. A imposição dos temas históricos na sua vasta produção não lhe permitiu realizar plenamente o que sonhara na mocidade. Para Francisco Franco, "não houve tempo nem oportunidade para esculpir para sua satisfação a obra-prima de total intimidade de que era capaz. Escravizado às circunstâncias que o destino ordena […], só nas pequenas obras de criação afetiva pôde fazer declarações desse desejo", como acontece, por exemplo, no Busto de Manuel Jardim ou na Rapariga polaca (1921), obras parisienses que são excelentes exemplos de uma arte de penetração psicológica e de um superior domínio formal.

## Algumas obras (escultura)

Torso de mulher, 1922, bronze, 115 x 56 x 43 cm

- Cabeça de Velho, 1909, Col. Fundação Calouste Gulbenkian, Lisboa.
- Rapariga Viloa, 1914.
- Busto simbólico de aviador (comemorando o voo de Gago Coutinho à ilha da Madeira em 1921).
- Busto monumental de Gonçalves Zarco, Funchal.
- Rapariga polaca, 1921, Col. Museu do Chiado, Lisboa.
- Busto de Manuel Jardim, 1921, Col. Museu do Chiado.
- Torso de mulher, 1922, Col. Museu do Chiado.
- Adão e Eva, 1922-23, Col. Museu do Chiado.
- Retrato do Gil, 1923, Col. Museu do Chiado.
- Rapariga francesa, 1923, Col. Museu do Chiado.
- O semeador, 1924, Funchal.
- Monumento a João Gonçalves Zarco, 1927, Funchal.
- Estátua do Infante D. Henrique, 1931 (para a exposição em Vincennes).
- Lusitânia, 1931, baixo-relevo, Tribunal do Comércio.
- Busto do Prof. Doutor Oliveira Salazar, 1934.
- Estátua da Rainha D. Leonor, 1935, Caldas da Rainha.
- Relevo para a Casa da Moeda, 1936, Lisboa.
- Estátua ao Prof. Doutor Oliveira Salazar, para a Exposição de Paris, 1937[9].
- Apostolado, 1938, friso sobre o pórtico de entrada, Igreja de Nossa Senhora do Rosário de Fátima, Lisboa.
- Estátua equestre de D. João IV, 1940, erguida em frente ao Paço Ducal de Vila Viçosa.
- Estátua de D. Dinis, 1943, Universidade de Coimbra.
- Estátua de D. João III, 1948, Universidade de Coimbra.
- Estátua do bispo de Lamego D. Miguel de Portugal, 1950, Lamego.
- Monumento ao Cristo Rei, Almada (inaugurado postumamente).

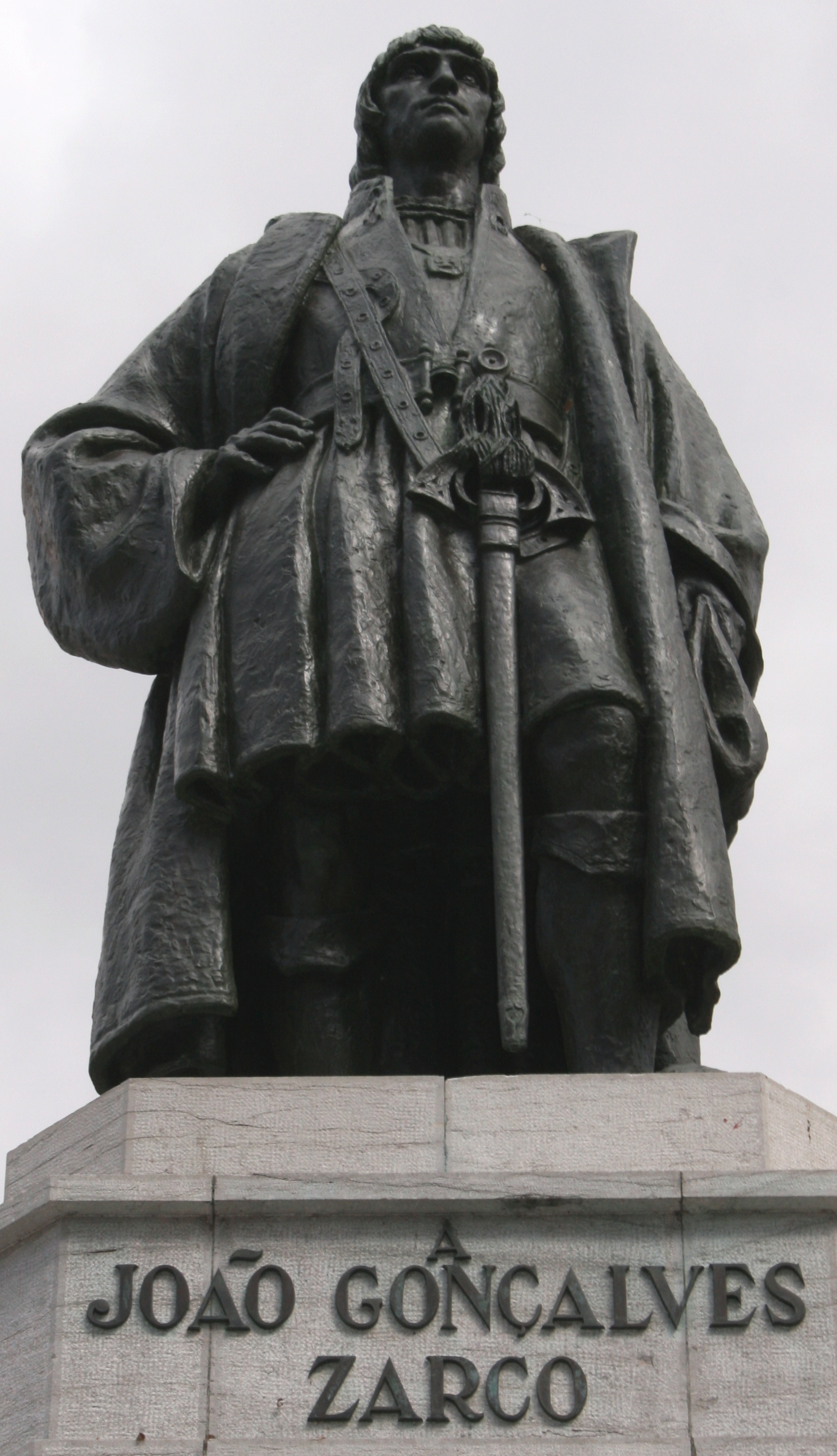
Monumento a João Gonçalves Zarco, 1927
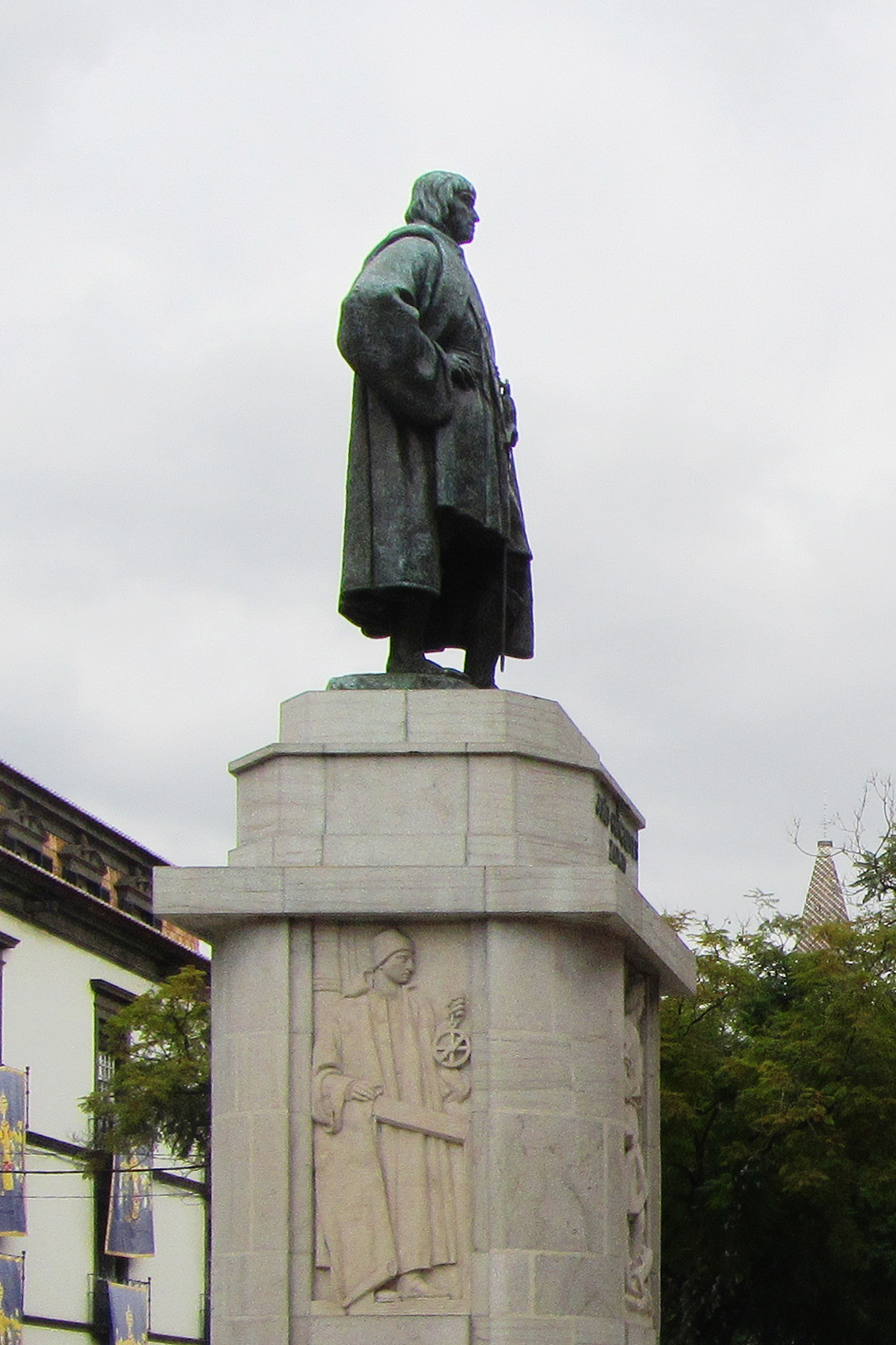
Monumento a João Gonçalves Zarco, 1927
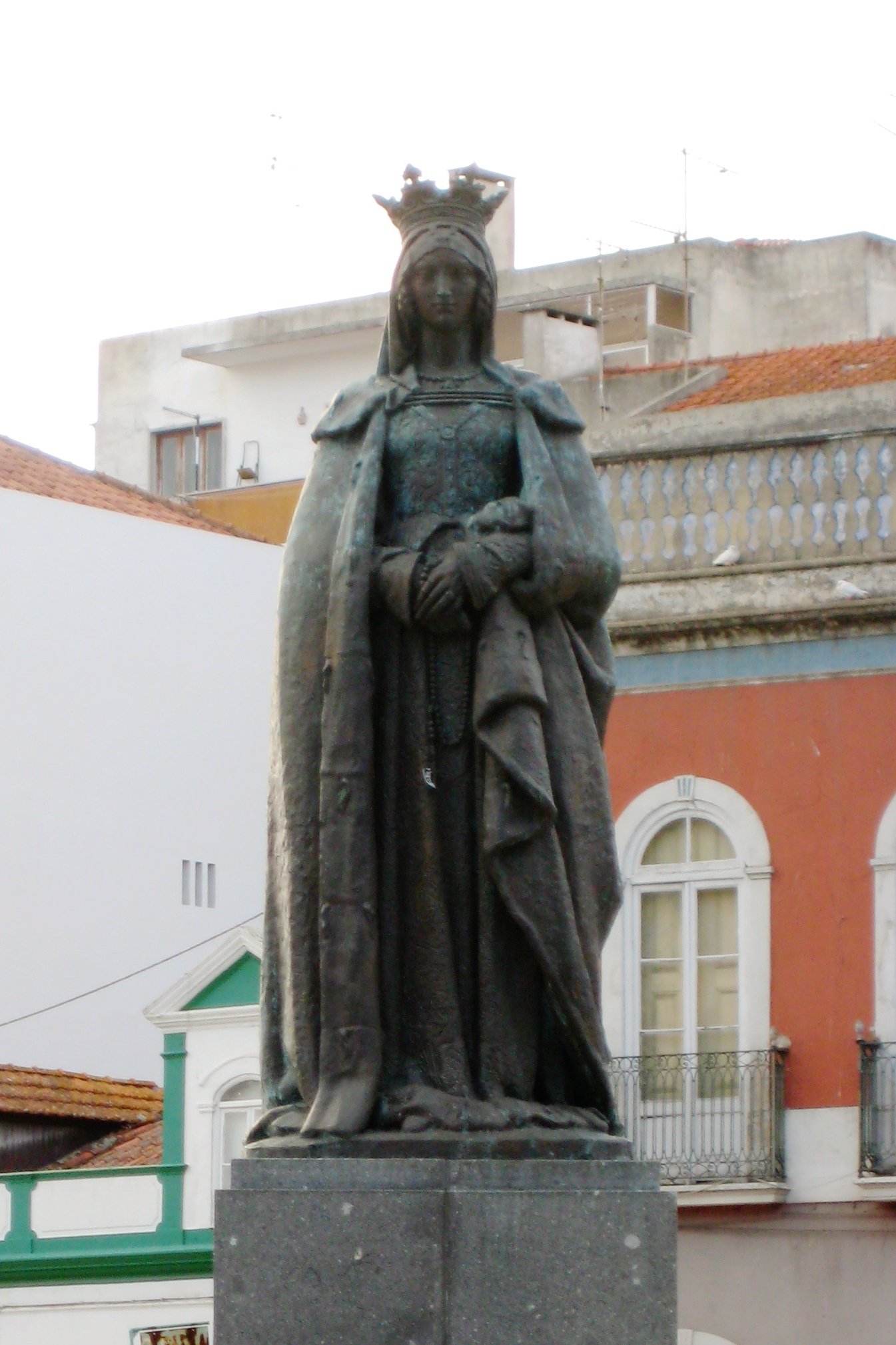
Estátua da Rainha D. Leonor, 1935
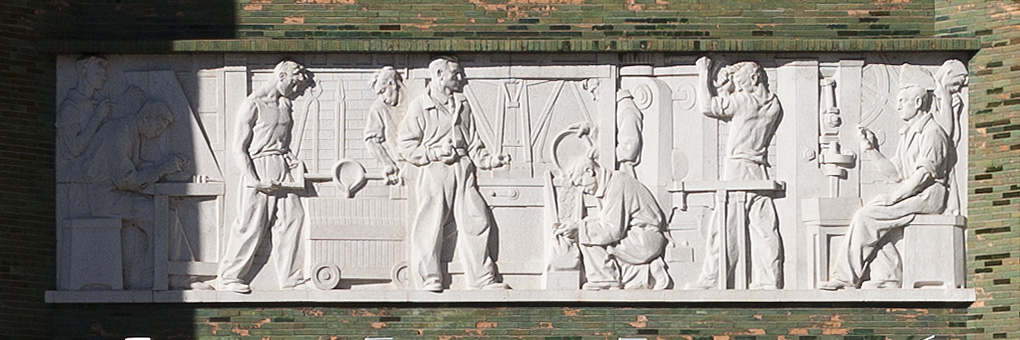
Relevo da Casa da Moeda, 1936

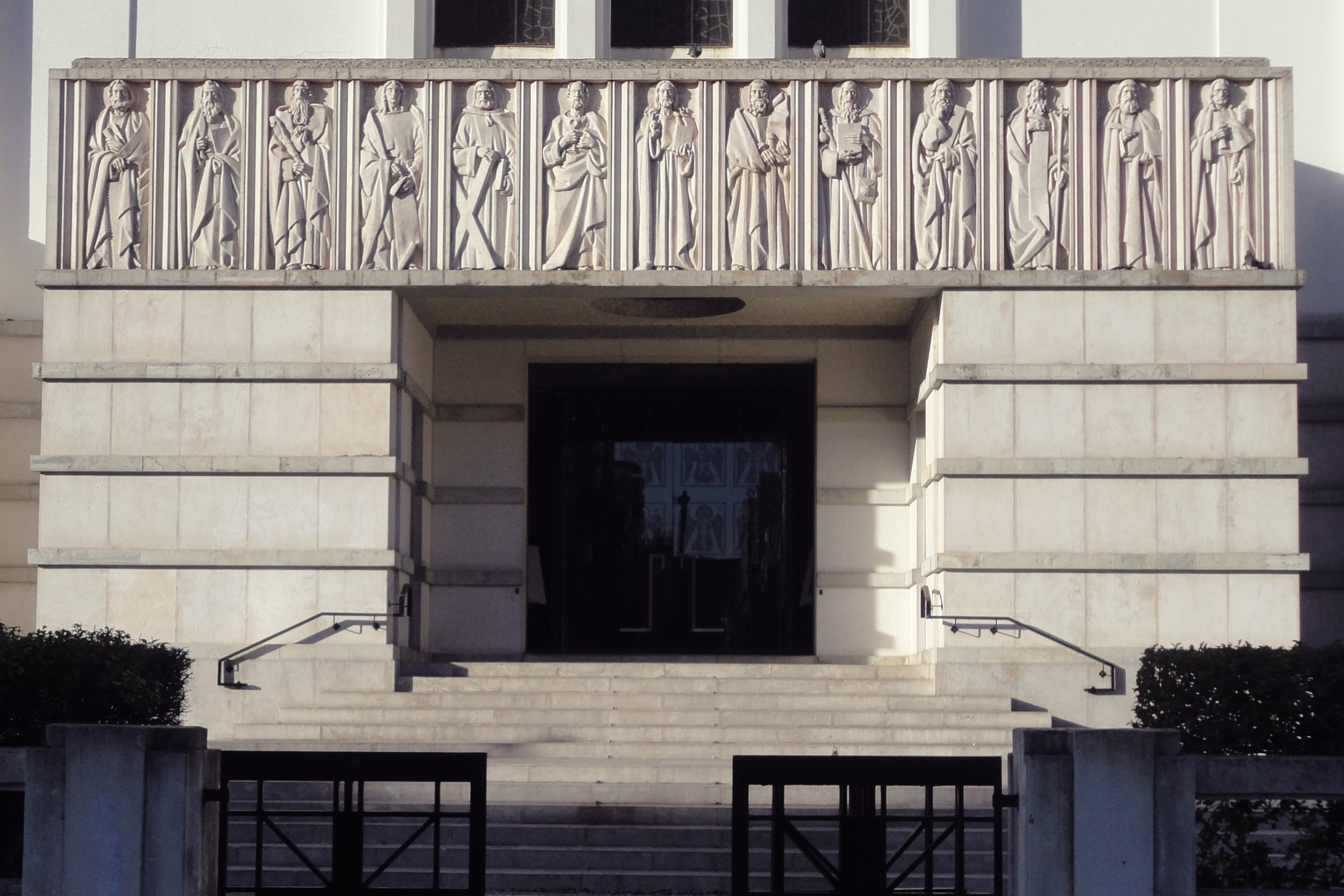
Apostolado, 1938, pórtico de entrada, Igreja de Nossa Senhora de Fátima
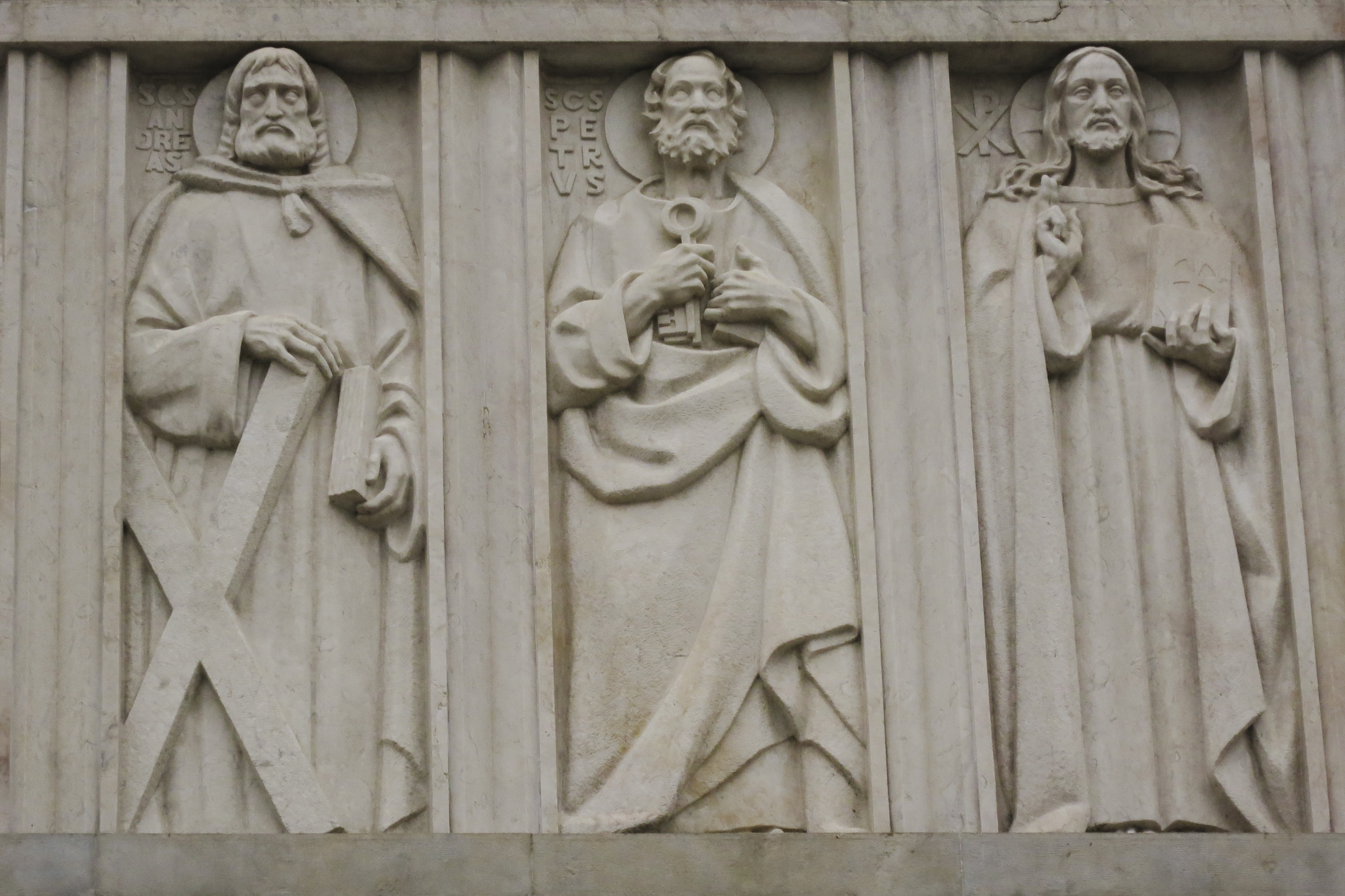
Apostolado, 1938, pórtico de entrada, Igreja de Nossa Senhora de Fátima (pormenor)
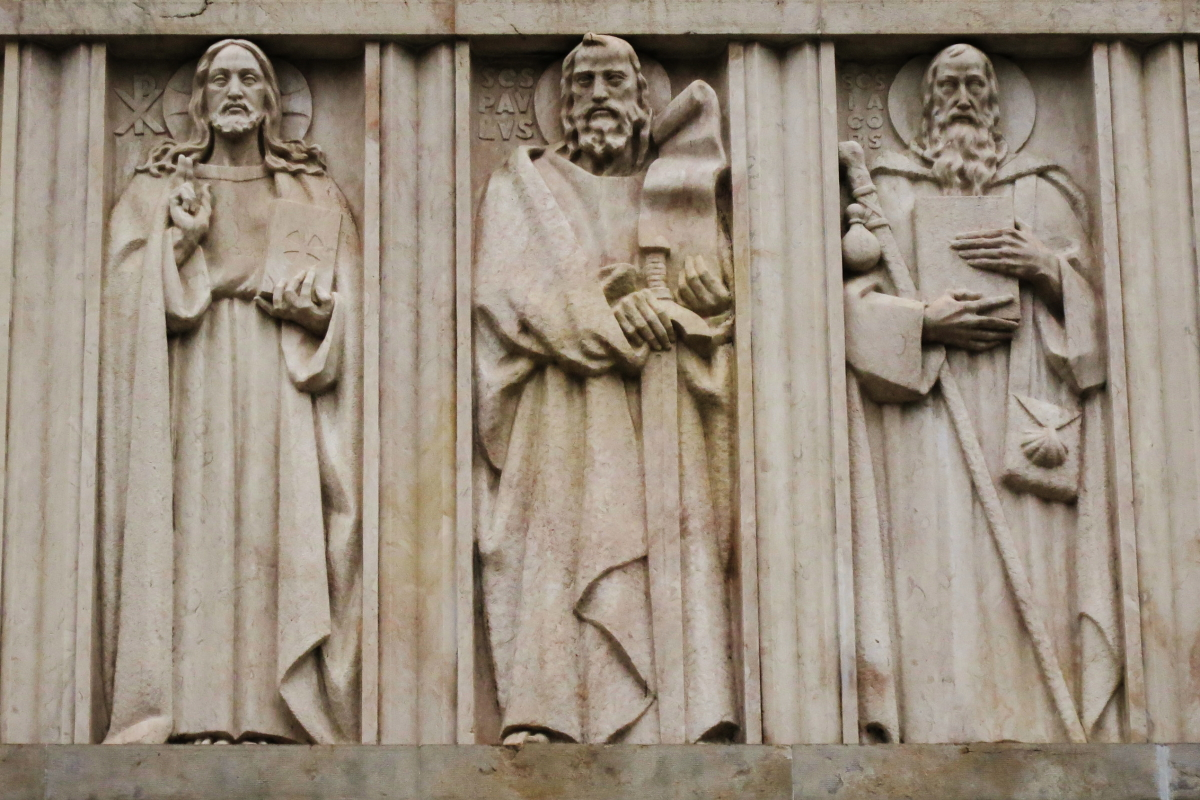
Apostolado, 1938, pórtico de entrada, Igreja de Nossa Senhora de Fátima (pormenor)
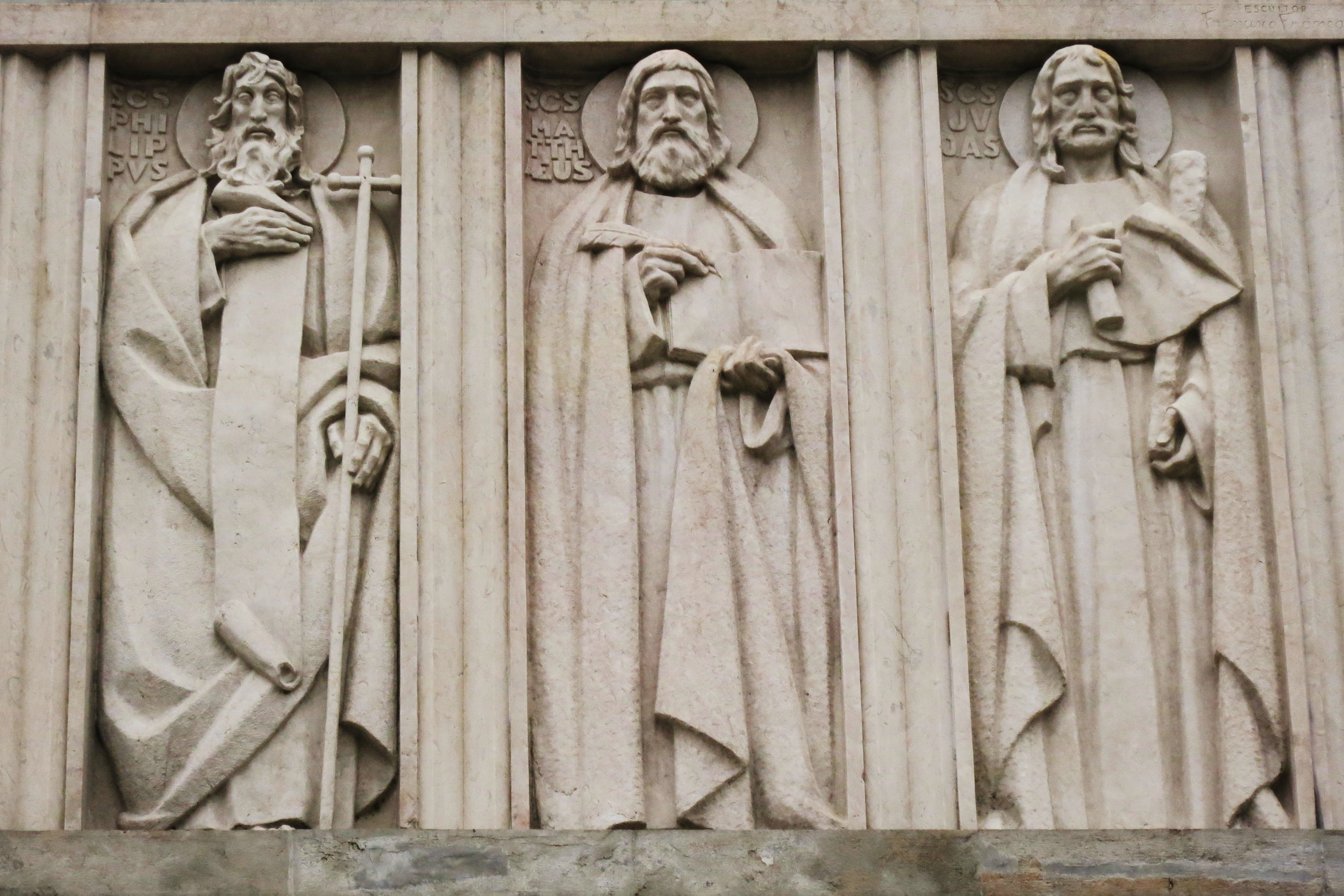
Apostolado, 1938, pórtico de entrada, Igreja de Nossa Senhora de Fátima (pormenor)

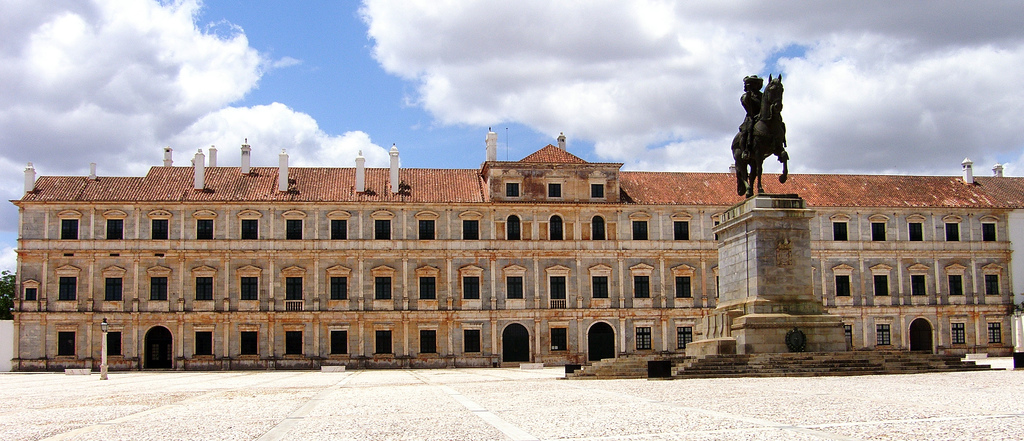
Estátua equestre de D. João IV, 1938-40, Vila Viçosa
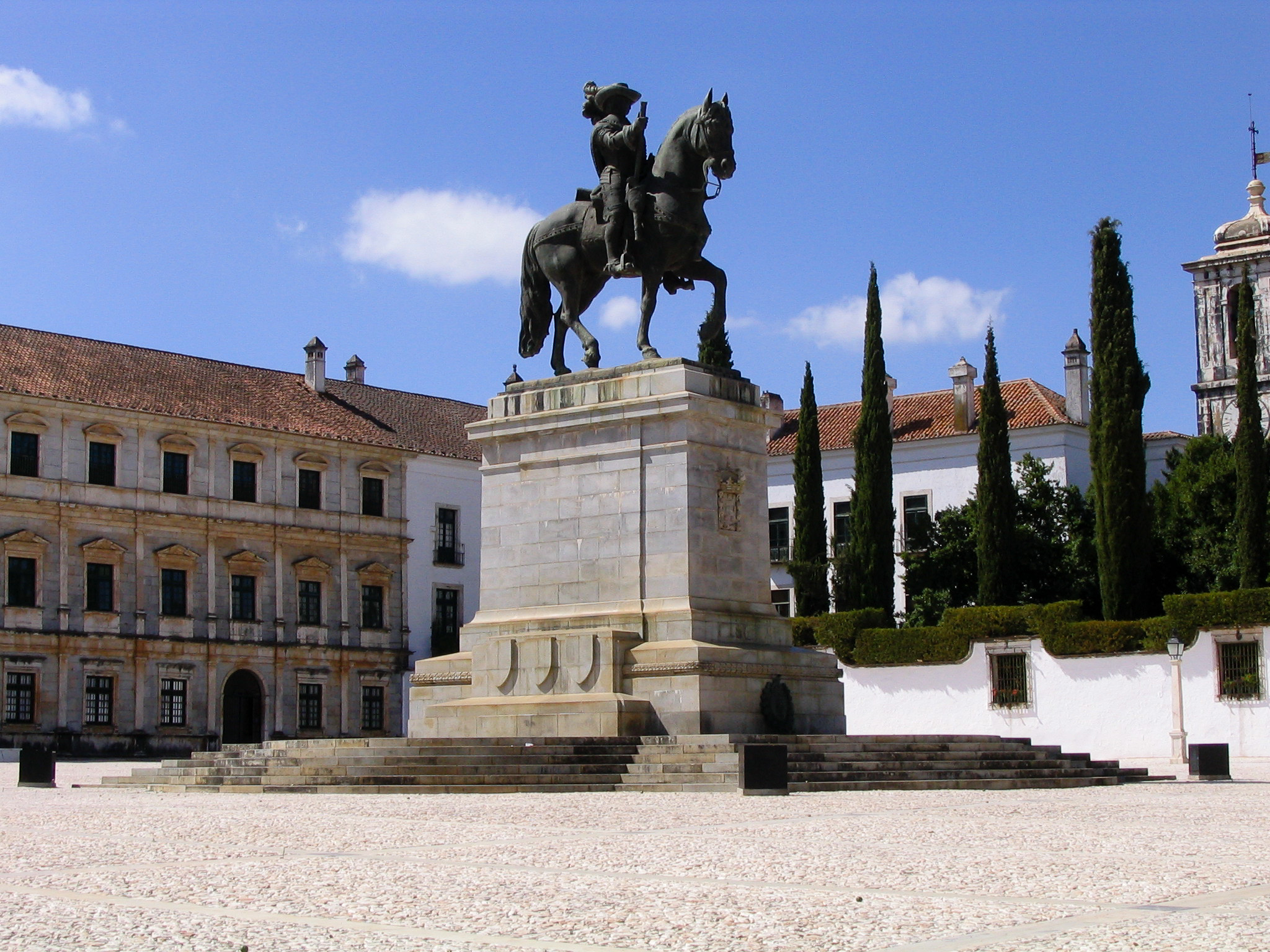
Estátua equestre de D. João IV, 1938-40, Vila Viçosa
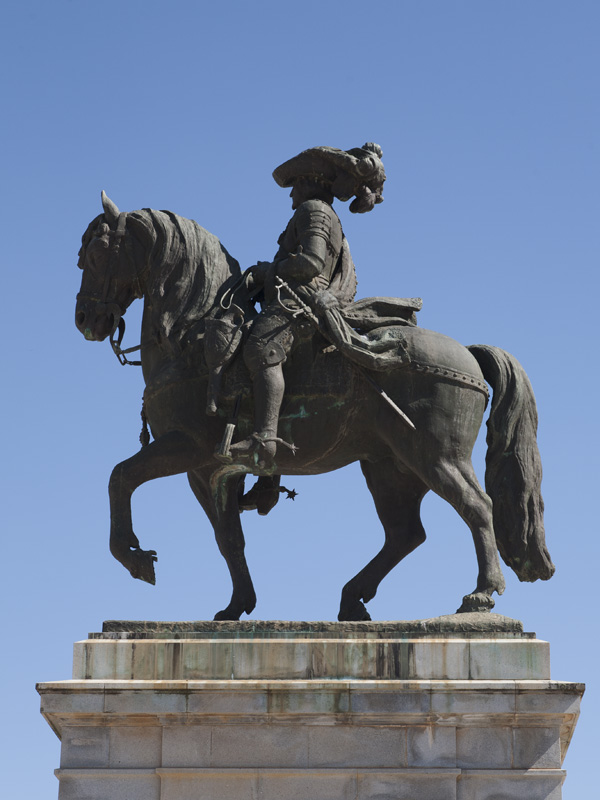
Estátua equestre de D. João IV, 1938-40
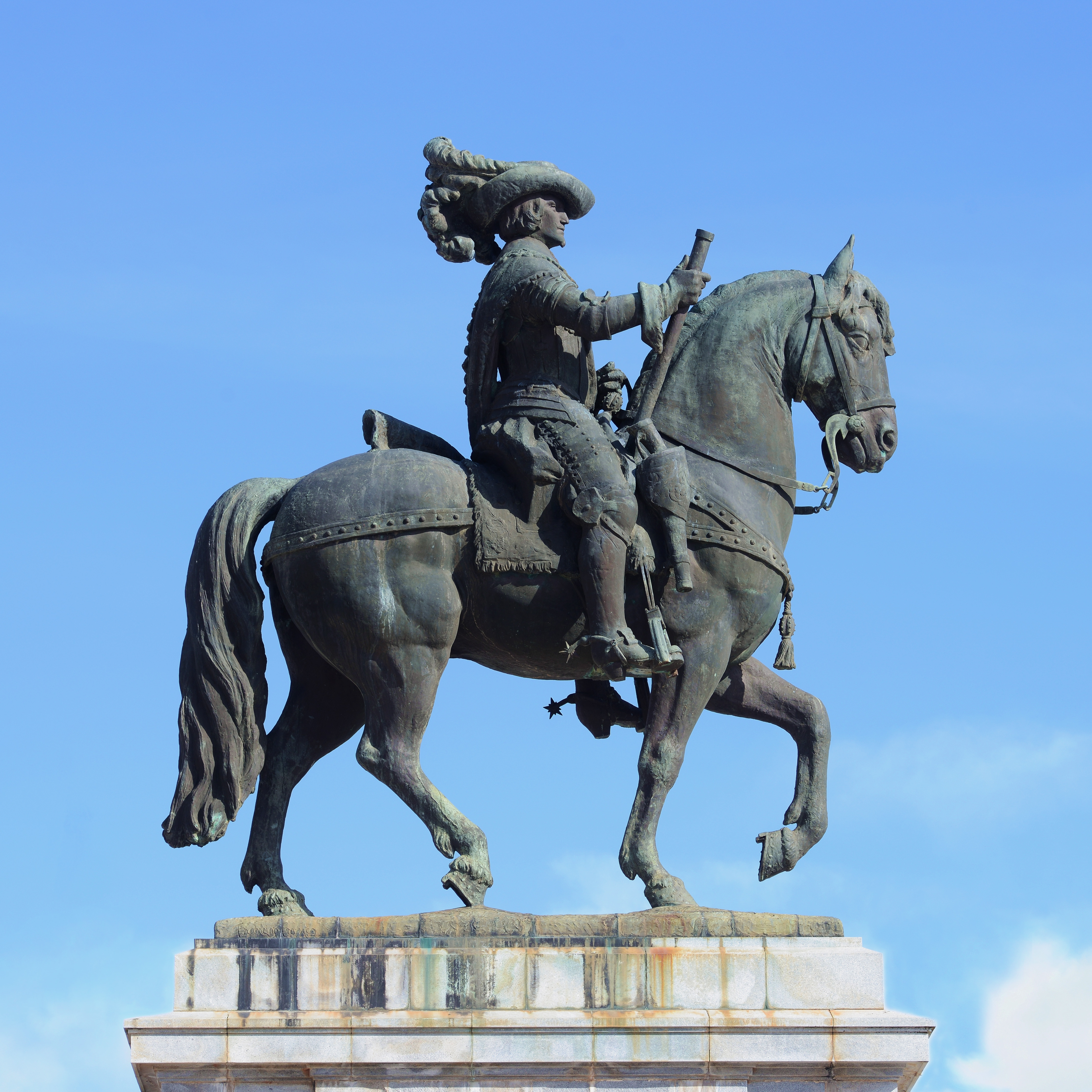
Estátua equestre de D. João IV, 1938-40

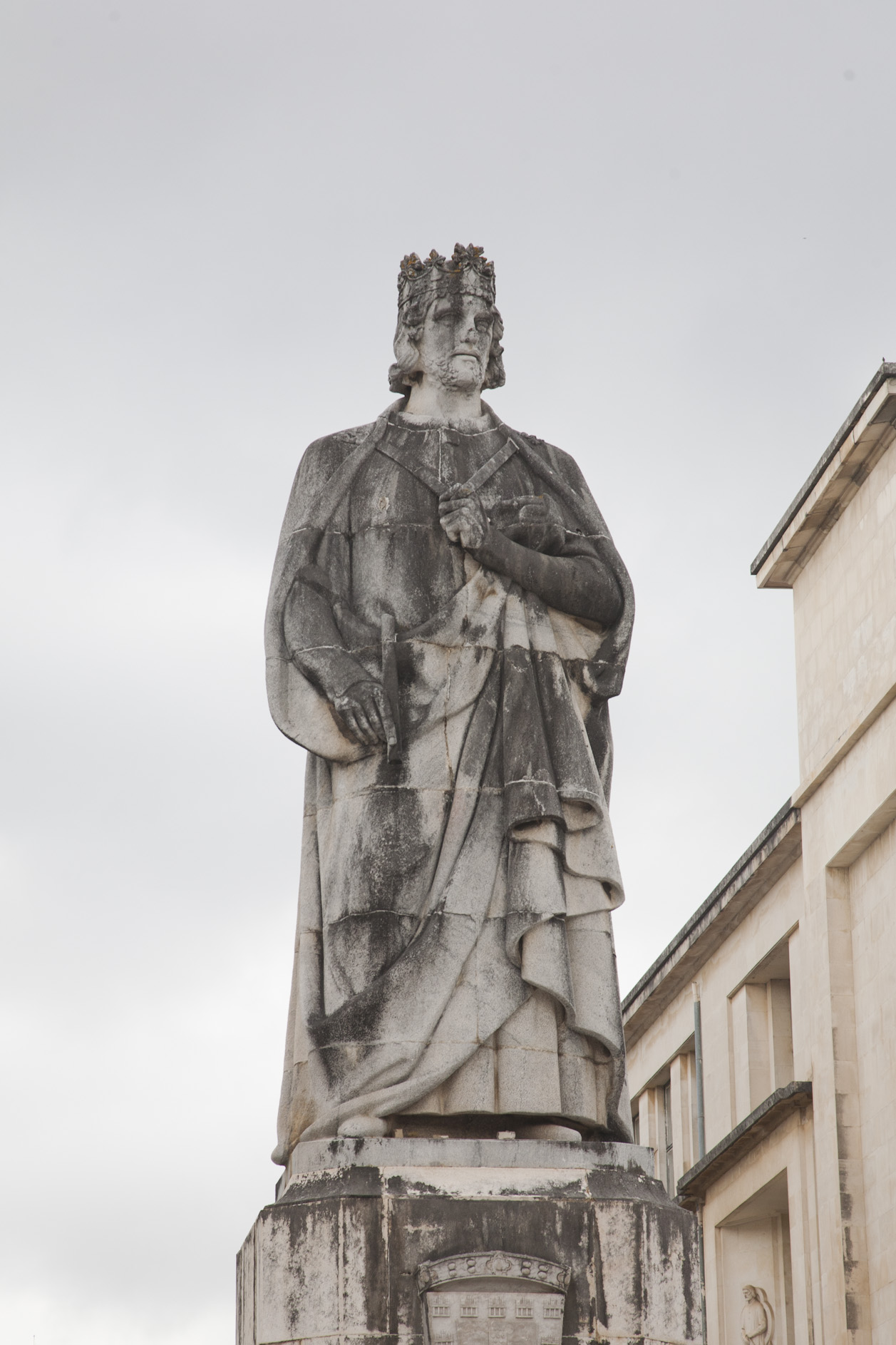
Estátua de D. Dinis, 1943
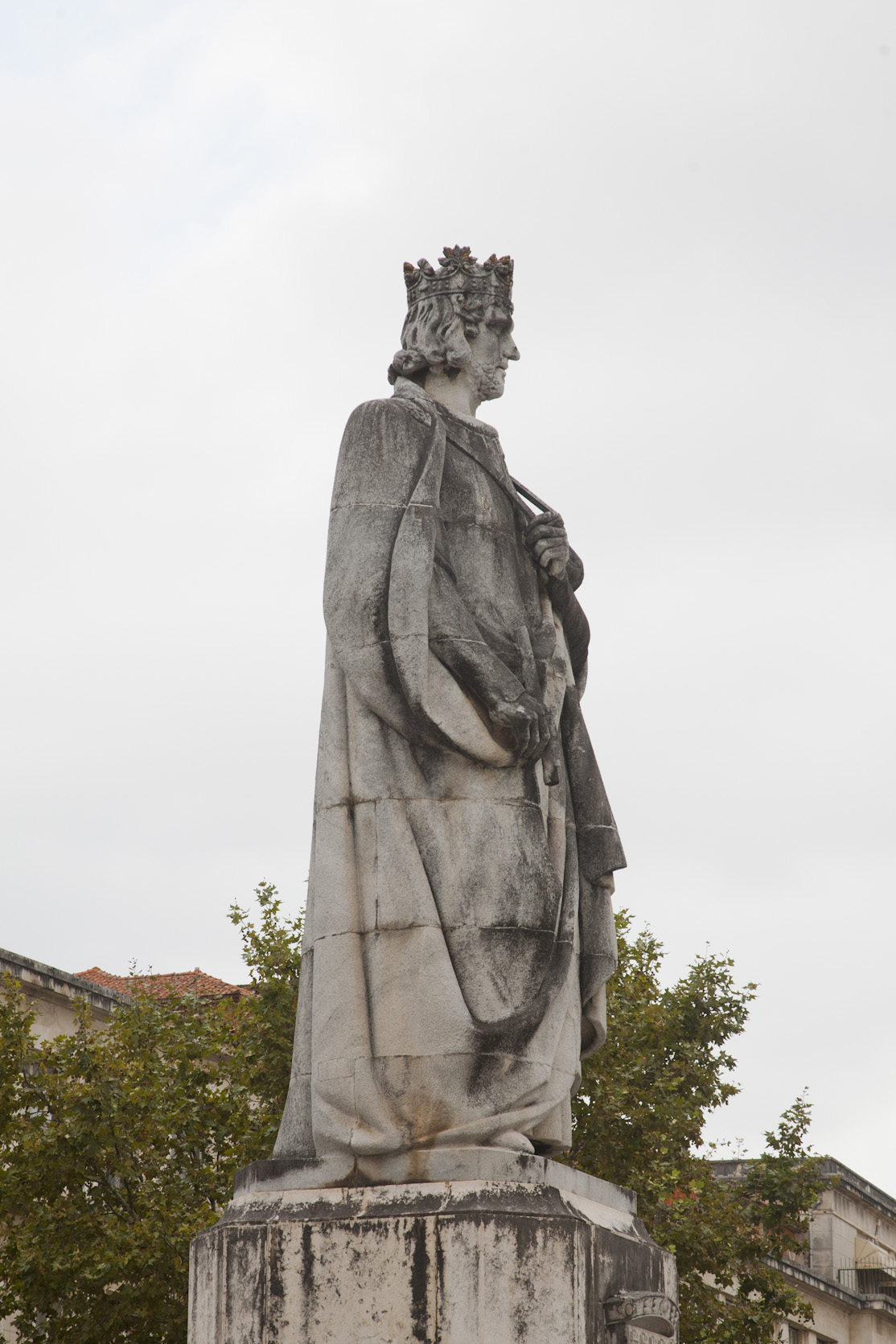
Estátua de D. Dinis, 1943
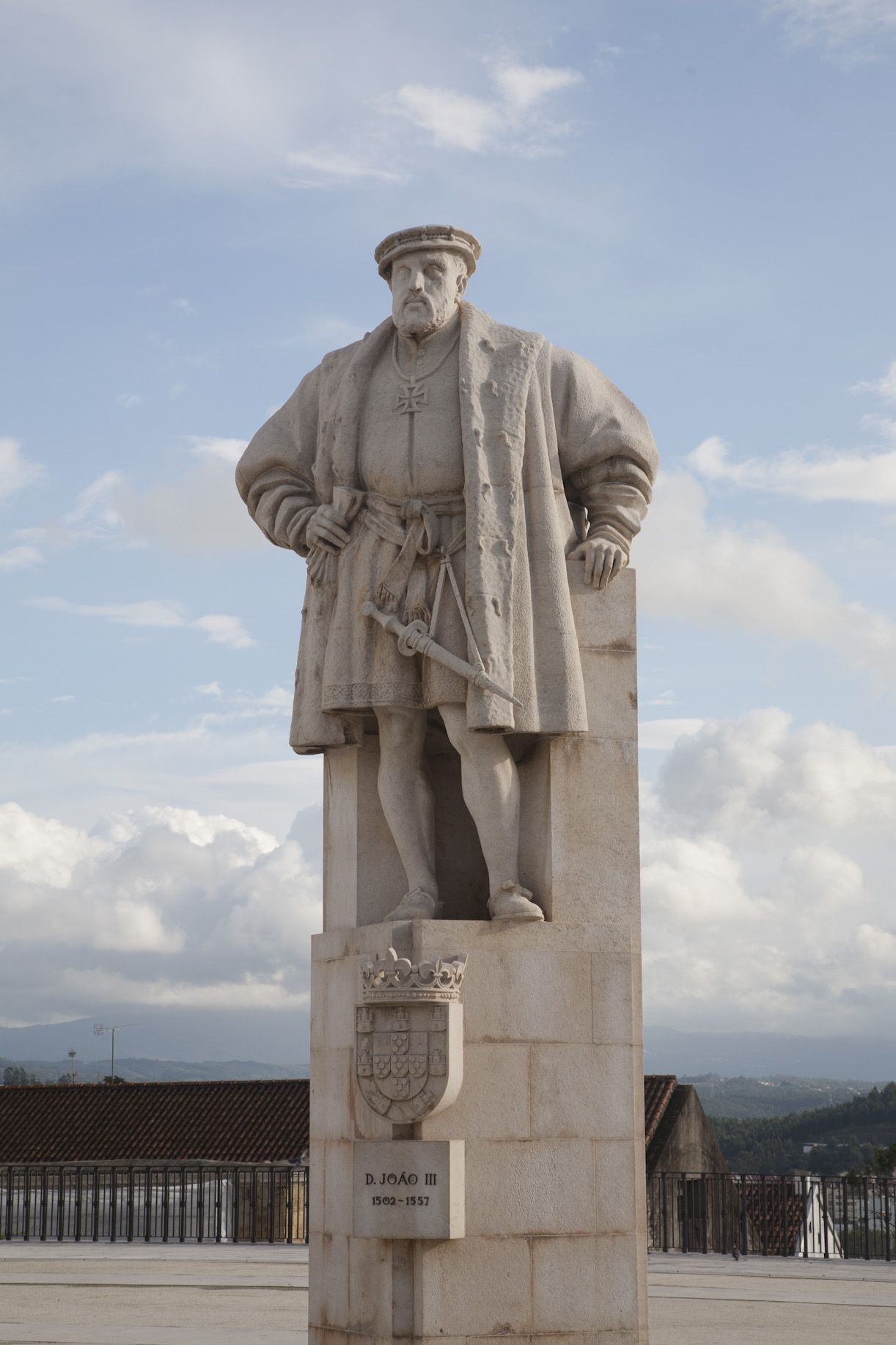
Estátua de D. João III, 1948
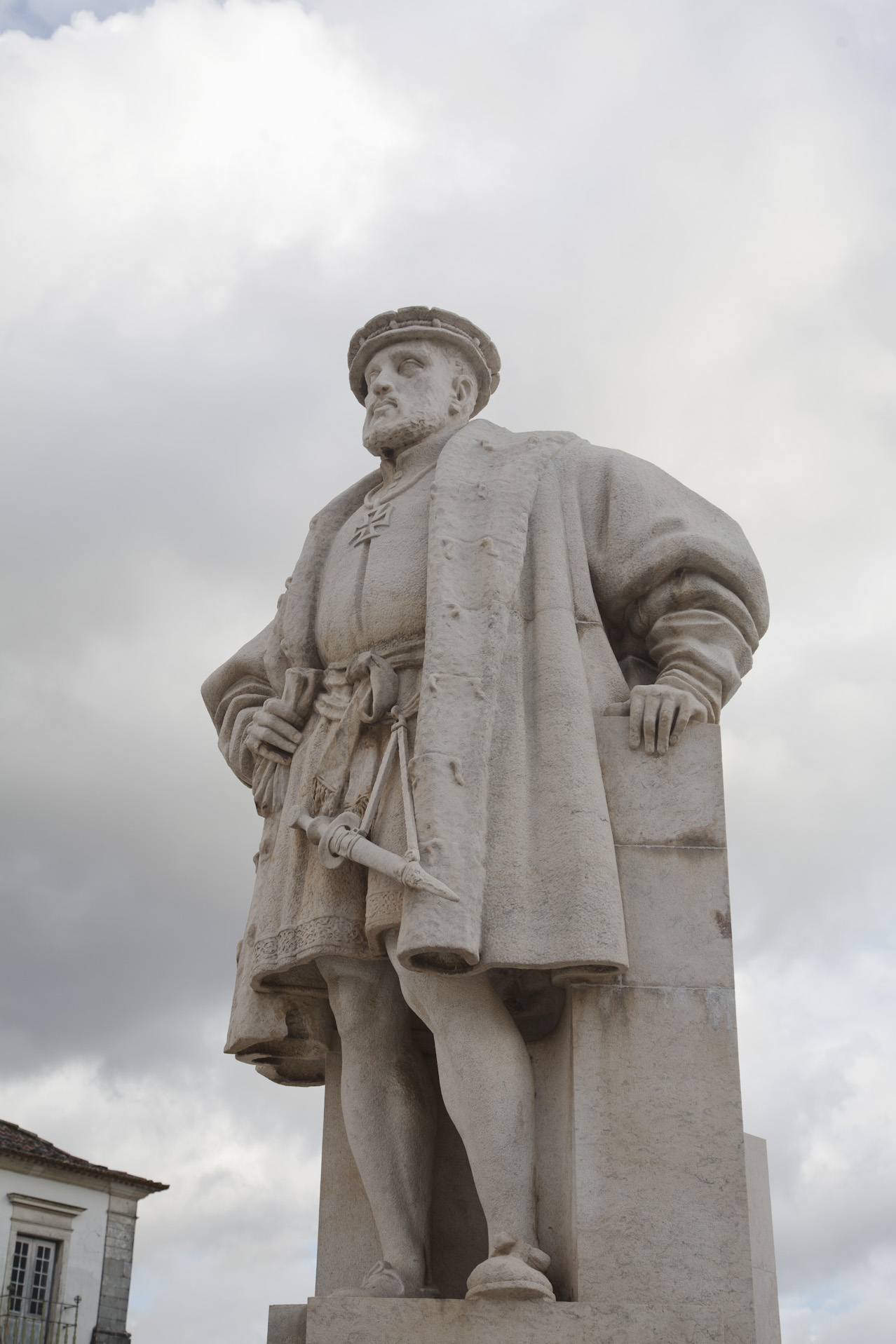
Estátua de D. João III, 1948

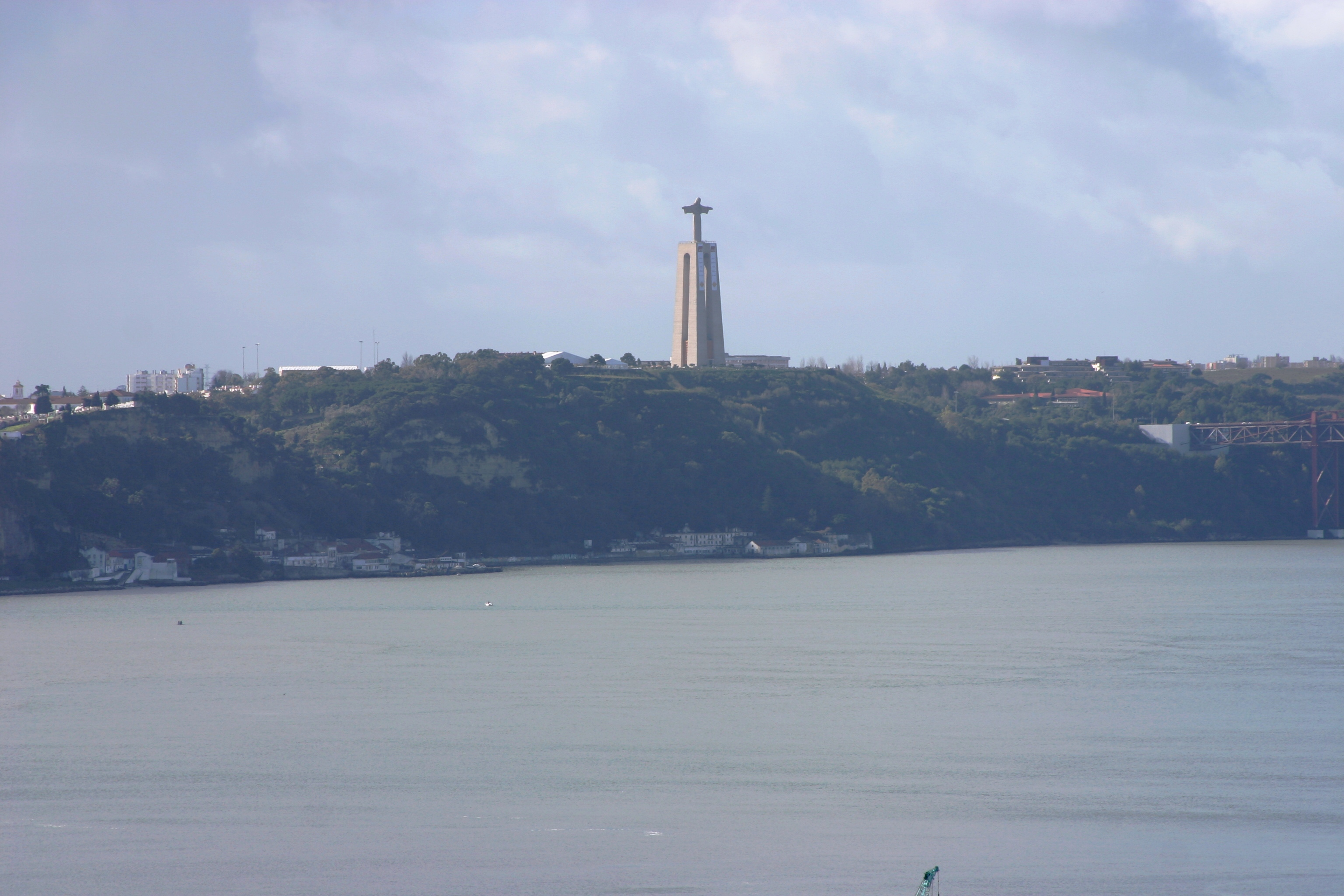
Monumento ao Cristo Rei
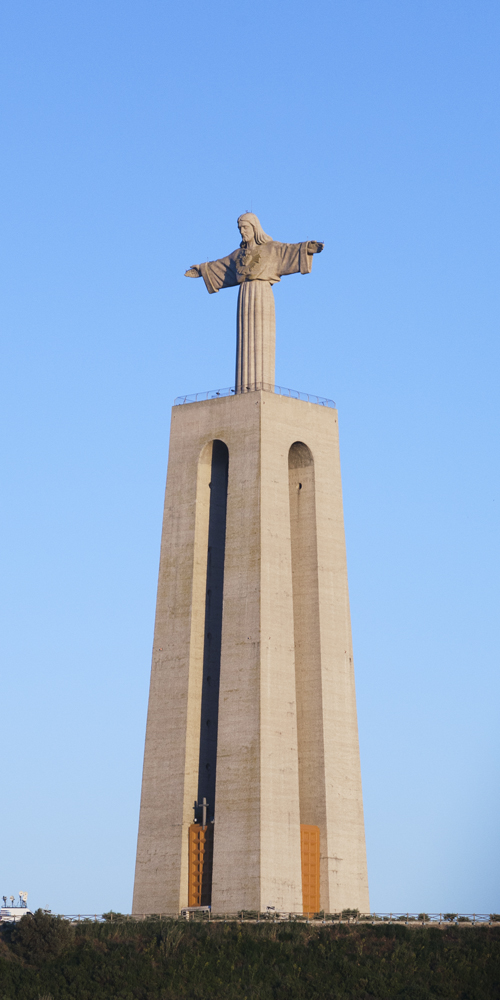
Monumento ao Cristo Rei
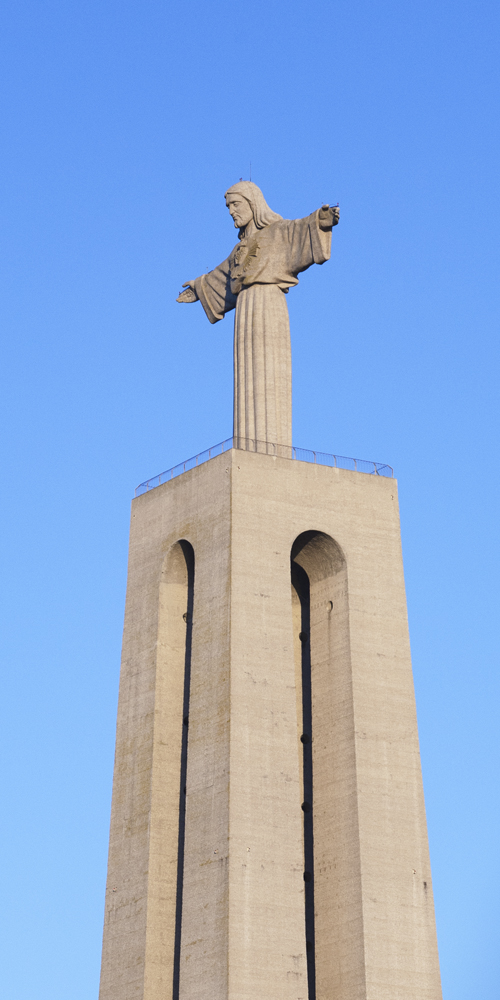
Monumento ao Cristo Rei
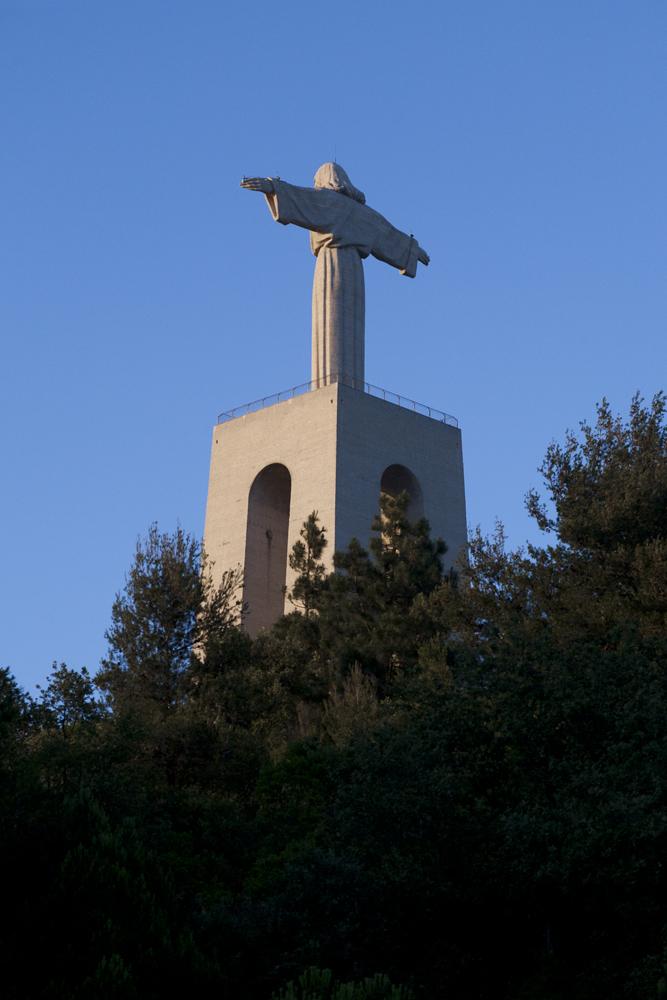
Monumento ao Cristo Rei